# Иракский Курдистан
Регио́н Курдиста́н (также Ю́жный (Ира́кский) Курдиста́н; курд. ھەرێمی کوردستان, араб. إقليم كردستان‎) — де-юре автономная республика в составе Ирака, де-факто независимое государство на Ближнем Востоке со столицей в городе Эрбиль.
Население — 6 822 770 чел. (2025), площадь — 46 861 км². Подразделяется на провинции Дахук, Эрбиль, Сулеймания и Халабджа. Имеет 4 сухопутных границы.
Официальные языки — курдский и арабский, признанные языки меньшинств — ассирийский и армянский. Валюта — иракский динар (ранее курдистанский динар).
Наиболее развитая, стабильная, безопасная и благополучная часть Республики Ирак. За безопасность автономного региона и его граждан отвечают ВС Пешмерга.
Регион Курдистан — многонациональное светское государство. Многопартийная, федеративная, демократическая, парламентская республика.
11 марта 1970 года в период Сентябрьского восстания между Мустафой Барзани и Саддамом Хусейном было подписано соглашение о создании Ку́рдского автоно́много райо́на, однако кампания арабизации продолжалась в спорных территориях, особенно Киркуке. В 1974 году возобновились боевые действия между иракской армией и Пешмерга с эскалацией конфликта. К октябрю 1991 года ВС Ирака в ходе наступления Пешмерга потеряли контроль над севером страны, подвергнув при этом Сулейманию артиллерийскому обстрелу и бомбардировкам с воздуха. В 1992 году возникло де-факто независимое курдское государство при содействии ООН. В 2003 году Региональное правительство Курдистана проявило себя активными союзниками США и ожидало получения полной независимости с падением режима Саддама Хусейна. Однако соседняя Турция категорически была против курдской независимости от Ирака и угрожала вторжением. США согласились с Турцией, и планы относительно независимости были аннулированы и сведены до широкой автономии в рамках федеративной Республики Ирак.

## Этимология
Название «Курдистан» буквально означает «страна курдов», где окончание -стан в слове «Курдистан» — это суффикс, используемый в иранских языках и означающий «страна». Впервые термин упоминается в XI веке.
Курдские жители также называют эту область «Başûrê Kurdistanê» («Южный Курдистан») со ссылкой на её южное географическое положение в пределах Большого Курдистана (этнографической и исторической области). В конституции Ирака автономный регион упоминается как «Курдистан».
Название правительства — «Региональное правительство Курдистана», сокращённо — КРГ.
Во время правления партии Баас в 1970-х и 1980-х годах этот регион назывался «Ку́рдский автоно́мный райо́н».

## География

### Географическое положение
Регион Курдистан отличается горным рельефом и обилием рек и озёр. Реки Большой Заб и Малый Заб пересекают регион с востока на запад. Тигр течёт через Регион Курдистан на юг. Самая высокая гора — Чик-Дар («Чёрный шатёр»), 3611 м. Площадь леса (например, в провинциях Эрбиль и Дахук) — 770 га; Региональное правительство Курдистана проводит интенсивные лесопосадки.

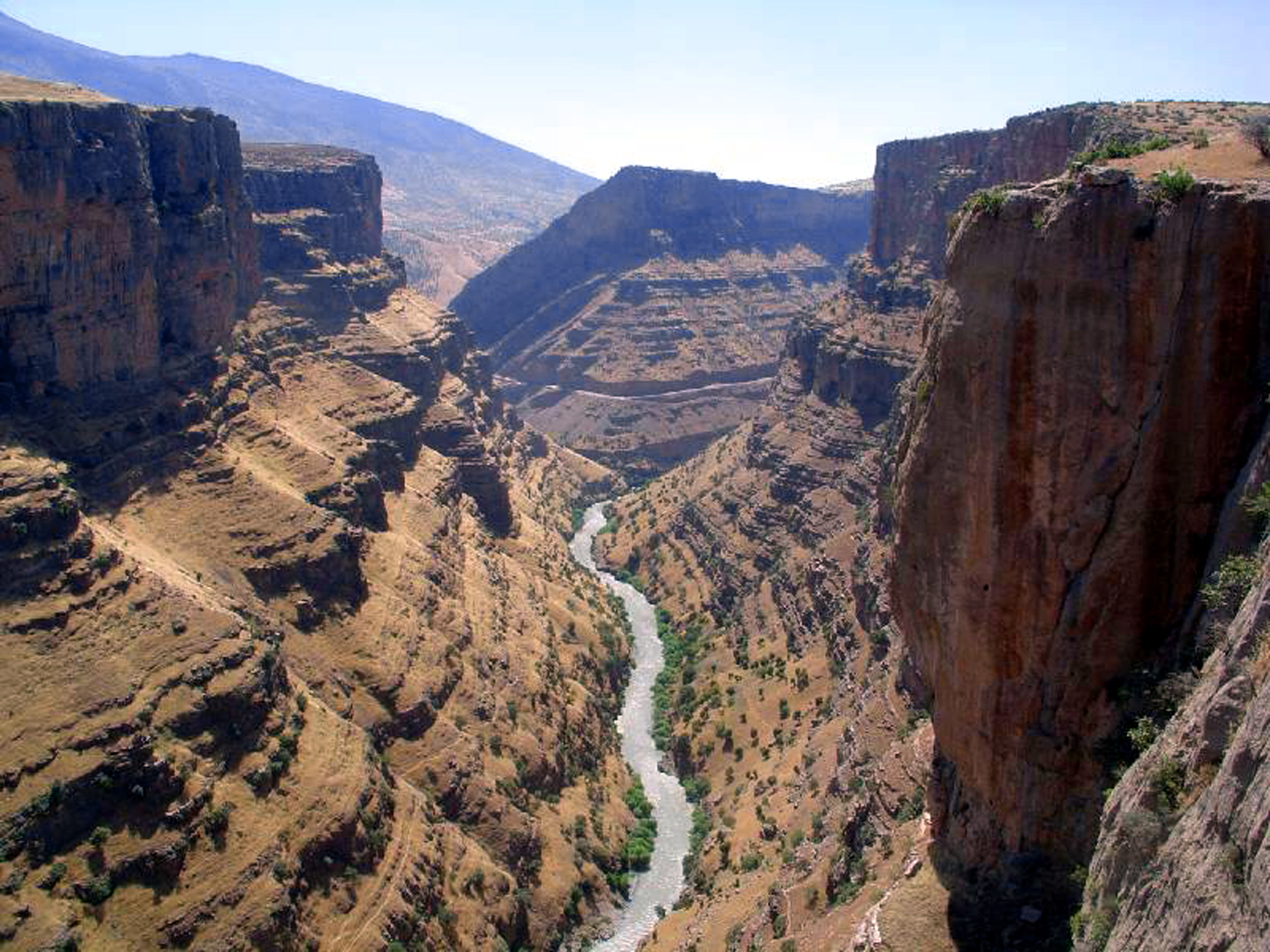
Каньон в Равандуз.

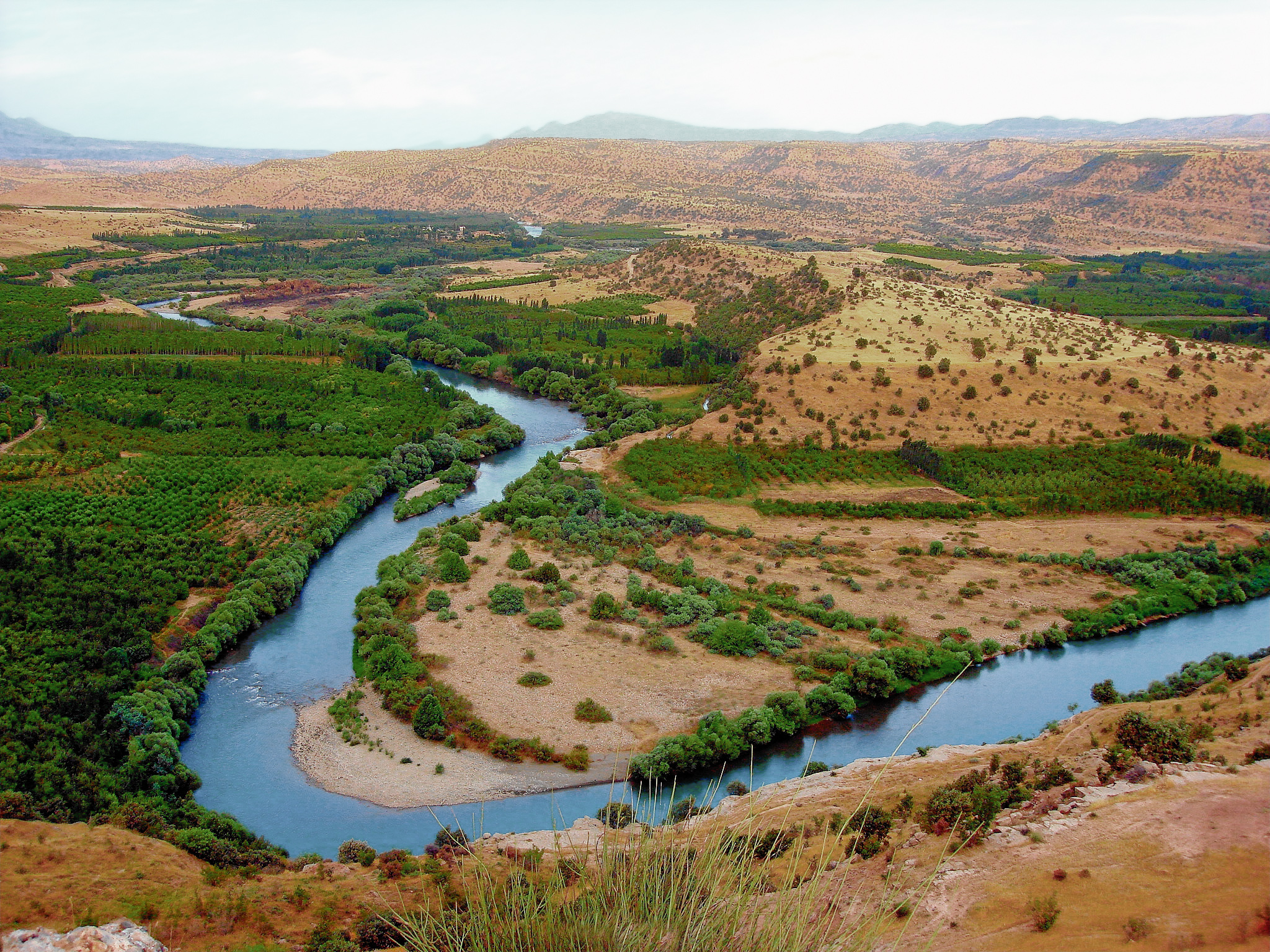
Река Большой Заб рядом с Эрбилем

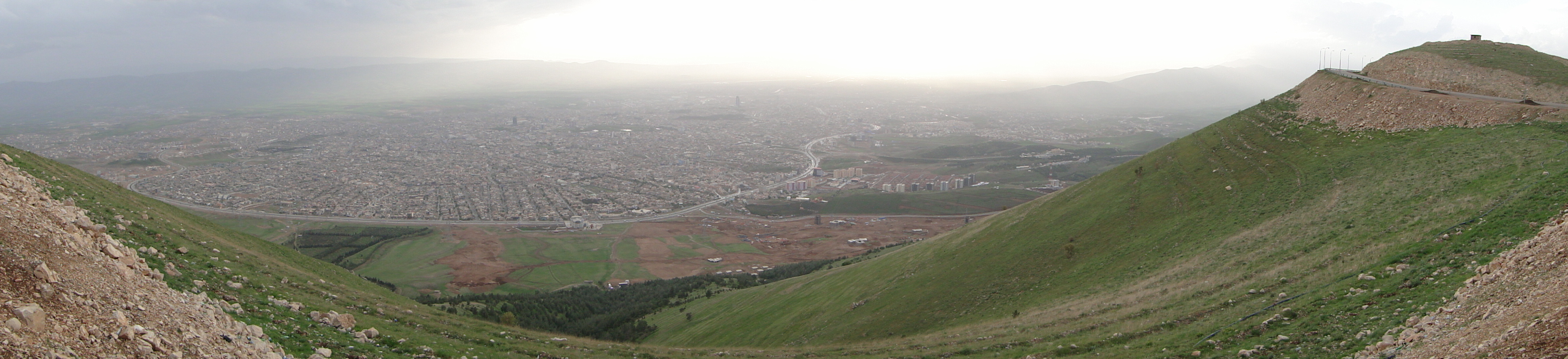
Панорама над Сулейманией

Горный характер автономной республики обусловливает разность температур в различных его частях, а обилие водных ресурсов способствует развитию сельского хозяйства и туризма. Самое большое озеро региона — Дукан. Кроме того, есть несколько мелких водоёмов, таких как озёра Дахук. Западная и южная части Региона Курдистан не столь гористы, как восточная. Их рельеф представлен холмами и равнинами, которые составляют особую зону. Это самая зелёная часть Федеративной Республики Ирак.
Регион Курдистан имеет 4 сухопутных границы:
 Турция,  Сирия,  Иран,  Ирак (Федеральный)

### Климат
Регион Курдистан делится на три природные зоны:
- равнинный юг с субтропическими климатом, мягкими дождливыми зимами и жарким сухим летом с температурой до 40 °C;
- нагорья, где лето жаркое, но зимы холоднее, со снегом; однако температура почти не опускается ниже 0 °C;
- высокогорья с холодными зимами, температурами ниже 0 °C и снегом, который окончательно сходит лишь в июне—июле;

## История

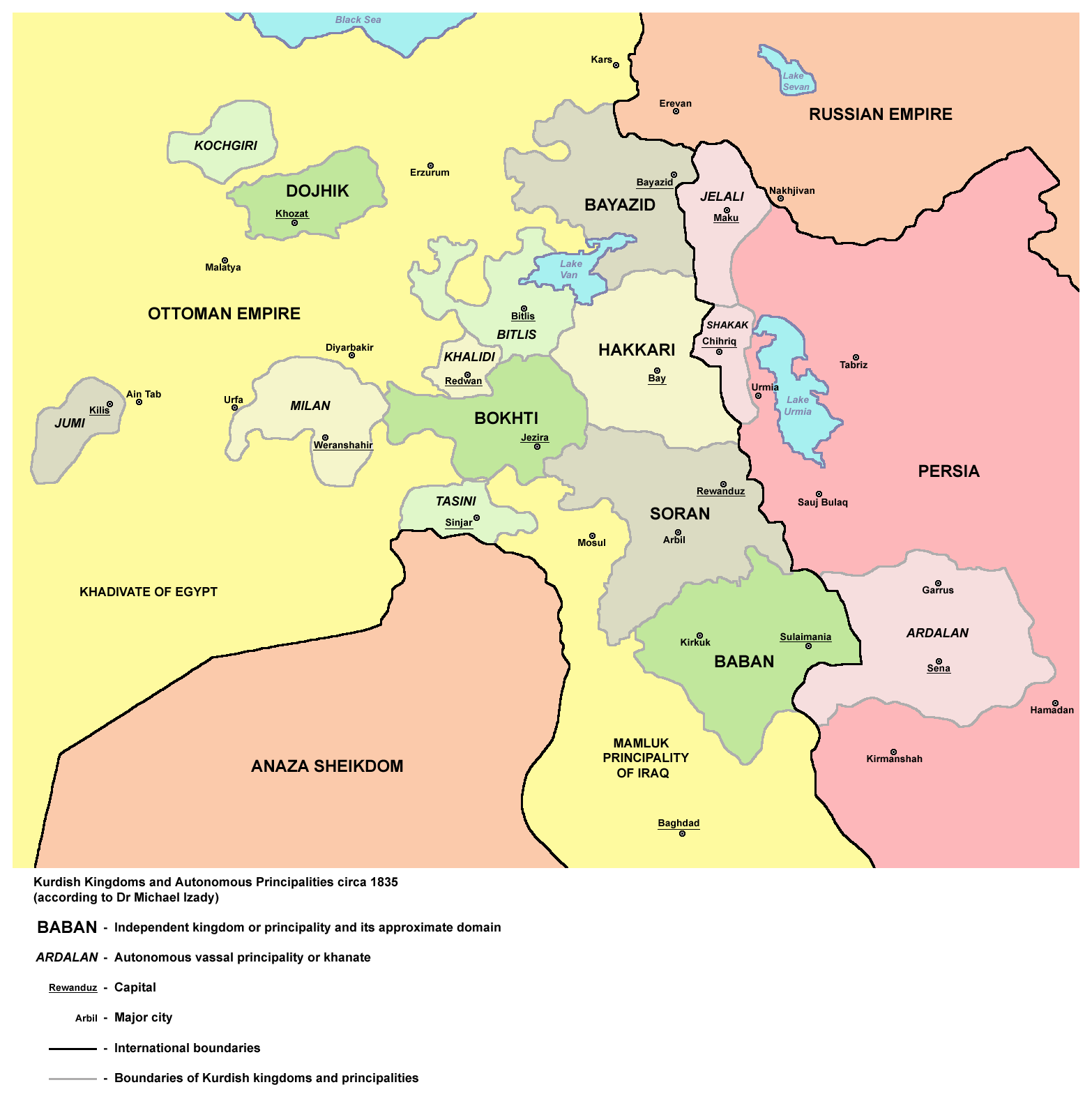
Курдские княжества в 1835 году

В среднем палеолите (50—70 тыс. л. н.) в пещере Шанидар жили неандертальцы.

### Создание
Создание курдской национальной автономии началось с соглашения между курдской оппозицией и правительством Ирака в марте 1970, после многих лет боевых действий. Соглашение, однако, не было реализовано, и в 1974 году северный Ирак погрузился в новый кровавый конфликт между повстанцами Пешмерга и армии правительства Ирака. Кроме того, ирано-иракская война в 1980-х и Анфаль сократили население и опустошили природу курдских земель Южного Курдистана на севере страны.
Создание американцами де-факто независимого курдского государства при содействии ООН в 1990—1991 гг. (операции «Доказанная сила» и «Обеспечить комфорт») было продиктовано необходимостью обеспечения запасного сухопутного плацдарма («второго фронта») для нанесения удара по Ираку и развития наступления с территории Турции в случае возникновения таковой необходимости в свете подготовки к войне в Персидском заливе. Планированием и реализацией указанных мероприятий занималось Европейское командование вооружённых сил США.
После восстания против Саддама Хусейна курдов на севере Ирака и шиитов на юге, Пешмерга удалось выбить основные силы иракской армии с севера страны. Курды продолжали сражаться с правительственными войсками вместе с армией США, что вынудило иракскую армию окончательно покинуть Южный Курдистан в октябре 1991 года, в результате чего регион стал функционировать самостоятельно. Американское вторжение в Ирак в 2003 году и последующие политические изменения привели к ратификации новой конституции Ирака в 2005 году. По новой конституции область имеет статус широкой автономии (отчасти напоминающий положение члена конфедерации); де-факто полунезависим. Также новая конституция установила два официальных языка в Ираке — курдский и арабский. В Ираке на курдском говорит около 20 % населения всей страны.

### Южный Курдистан до вхождения в состав Ирака
Присутствие северо-западных ираноязычных племен в современном Ираке было зафиксировано ещё к II веку нашей эры, в частности около Сулеймании в Загросе. В то время в современном Дахуке и в части провинции Эрбиль жили также и кардухи, говорящие на древнеиранском языке.
Согласно предположениям учёных (в частности О. Л. Вильчевского), территория Иракского Курдистана (треугольник Эрбиль—Киркук—Сулеймания в горах Загроса) стали местом формирования современного курдского этноса из ряда живших здесь иранских (мидийских) племён. Под Сулейманией найден первый известный текст на курдском языке — так называемый «сулейманийский пергамент» VII века, с небольшим стихотворением, оплакивающим нашествие арабов и разрушение ими святынь зороастризма. После Чалдыранской битвы 1514 года нынешний Южный Курдистан вошёл в состав Османской империи. В Позднем Средневековье на его территории существовало несколько полунезависимых эмиратов: Шейхан (езидский эмират с центром в Лалеше), Бахдинан (столица — город Амадия), Соран (столица Равандуз) и Бабан (столица Сулеймания). Эти эмираты были ликвидированы турками в 1830-х годах.
В первой половине XIX века в южном и юго-западном Курдистане (Бахдинан, Соран, Джазира, Хакяри) происходили восстания против османского владычества, которые были жестоко подавлены (так называемое «вторичное завоевание» Курдистана турками).
Административно территория Южного Курдистана составляла Мосульский вилайет. Впрочем, из-за слабости османской власти многим племенам, особенно жившим в труднодоступных горных районах, удавалось сохранять полу- или почти полную независимость.
В ходе Первой мировой войны в 1917 году англичане заняли Киркук, а русские войска — Сулейманию. Русский фронт после этого развалился из-за революции, но англичане в начале ноября 1918 году взяли под свой контроль весь Мосульский вилайет. Вскоре английские оккупанты начали сталкиваться с сопротивлением курдов, в дела которых они активно вмешивались. Это сопротивление, принявшее массовый характер, возглавил Махмуд Барзанджи, провозгласивший себя курдистанским королём. Первоначальной идеей англичан было создание в Мосульском вилайете федерации племенных курдских княжеств, но после создания англичанами Иракского королевства было решено присоединить вилайет к Ираку. Видимо, решающую роль сыграло здесь открытие в 1922 году нефти под Киркуком: для её эксплуатации англичане нуждались в стабильности и прочной государственной власти, которую племенные княжества обеспечить не могли.
Турция некоторое время выдвигала претензии на Мосульский вилайет, утверждая, что англичане оккупировали его незаконно, так как условия Мудросского перемирия 1918 года его не затрагивали. Вопрос был передан на рассмотрение Лиги Наций. 16 декабря 1925 года Совет Лиги Наций постановил оставить Мосульский вилайет за Ираком, приняв в качестве основы демаркационную линию (т. н. «Брюссельская линия»), установленную годом раньше.

### Южный Курдистан при иракской монархии
При передаче Мосульского вилайета Ираку был продекларирован ряд национальных прав курдов: так, предполагалось, что чиновники в Курдистане будут из местных жителей, курдский язык станет языком делопроизводства, суда и образования. Ничего этого на деле исполнено не было. Фактически 90 % чиновников были арабы, образование на курдском языке допускалось только в начальных школах, в область инвестировалось явно несоразмерное с её значением количество бюджетных средств, промышленность не развивалась. Кроме того, курды ощущали дискриминацию при приёме на работу, в ВУЗы и военные училища. Всё это вызывало недовольство, помноженное на обострившиеся национальные чувства.
До 1931 года главным очагом национального движения иракских курдов была Сулеймания — столица Махмуда Барзанджи; после подавления последнего восстания Барзанджи первостепенную роль в курдском движении начинает играть племя барзан и его вожди — шейх Ахмед Барзани и особенно Мустафа Барзани. Под их руководством барзанцы поднимают целый ряд восстаний против центральной власти (1931—1932 — шейх Ахмед; 1934—1936 — под руководством Халила Хошави; и наконец, наиболее крупное восстание Мустафы Барзани в 1943—1945 годах). Одновременно (1939) возникает националистическая организация иракских курдов «Хива» («Надежда»), в которую входил целый ряд политических деятелей самой различной ориентации (от правых либералов до крайне левых), включая, например, личного адъютанта регента Ирака майора Иззата Абдель-Азиза (повешен в 1947 году). Противоречия между правым и левым крылом «Хивы» привели к её расколу в 1944 году и выделению из неё левой партии «Рызгари курд» («Освобождение курдов»), члены которой наряду с членами партии «Шорш» («Революция») в 1946 году создали Демократическую партию Курдистана под председательством Мустафы Барзани.

### Сентябрьское восстание
Свержение иракской монархии в 1958 году на короткое время дало равноправие курдам и посеяло надежды на улучшение ситуации как в социально-экономической (аграрная реформа), так и в политической (автономия) сфере. Разочарование курдов, как и поворот правительства Касема в сторону арабского шовинизма, стали причиной Сентябрьского восстания 1961—1975 годов, под предводительством Барзани и ДПК. Официальный лозунг восставших был: «Демократия Ираку — автономия Курдистану!» Уже в первый год восстания Барзани берёт под контроль всю горную часть Иракского Курдистана с населением 1 млн 200 тыс. человек, которая получила название «Свободного Курдистана»; роль власти в нём первоначально играли органы ДПК, в 1964 году были созданы «Совет Революционного Командования Курдистана» (парламент) и «Исполнительный совет» (правительство). 11 марта 1970 года между Барзани и Саддамом Хусейном был подписан договор, принципиально признававший за курдами право на автономию. Предполагалось, что конкретно закон об автономии будет разработан в течение четырёх лет по обоюдному соглашению. Однако 11 марта 1974 года Багдад в одностороннем порядке провозгласил закон, не устраивавший курдов (Барзани назвал предлагавшуюся автономию «бумажной»). Предполагалось создание автономии на территории Эрбильской, Дахукской и Сулейманийской провинций со столицей в Эрбиле; на этой территории курдский язык объявлялся официальным, создавались законодательный (парламент) и исполнительный (правительство) советы. Ряд положений закона предусматривал самый плотный контроль над деятельностью автономных властей правительства. Но курдов более всего возмутило установление границ, в результате чего в состав автономии не вошла половина Иракского Курдистана, включая нефтеносный Киркук. В Киркуке, отчасти в Синджаре правительство уже несколько лет проводило энергичную арабизацию, изгоняя курдов и поселяя на их месте арабов. В этом же русле восприняли курды изгнание в Иран в начале 1972 года 40 тыс. курдов-файли (шиитов). В результате Барзани начал новое восстание, продолжавшееся год и потерпевшее поражение после заключения Алжирского договора между Ираком и Ираном (6 марта 1975 года), предусматривавшего в обмен на пограничные уступки прекращение Ираном поддержки восстания и совместное с Ираком выступление против повстанцев в случае его продолжения.

### Эпоха Саддама Хусейна

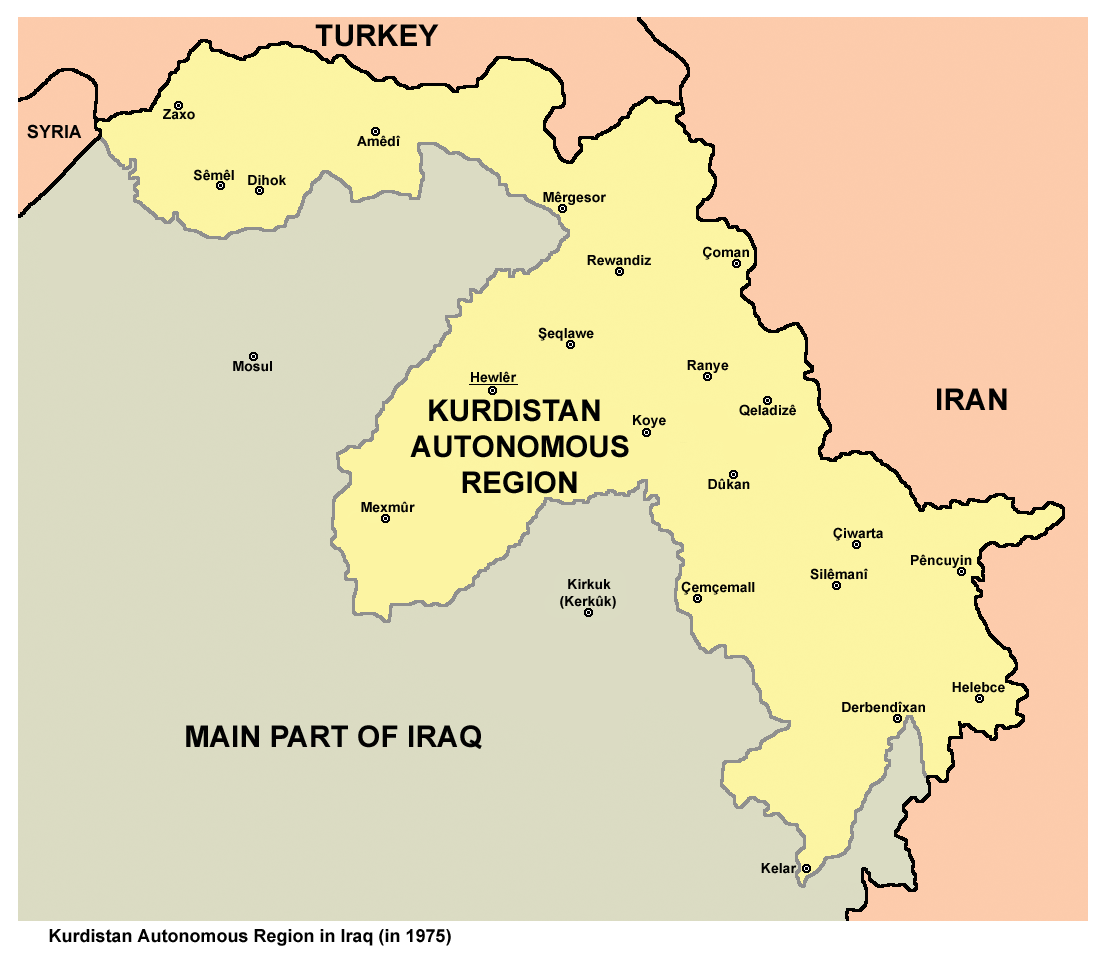
Курдистан в 1975 году

Поражение Сентябрьского восстания сопровождалось массовой эмиграцией курдов в Иран. В мае 1976 года ДПК и новосозданный Патриотический союз Курдистана во главе с Джалялом Талабани возобновили вооружённую борьбу, но она далеко не достигала прежней силы. На территории трёх провинций была установлена автономия, носившая в значительной степени марионеточный характер. За их пределами, проводилась довольно жёсткая политика арабизации. Так, до 1980 года было разрушено около 600 курдских селений и депортировано в особые посёлки до 200 000 человек.
С началом ирано-иракской войны (1980 год) Южный Курдистан становится полем боя между иракцами, с одной стороны, иранцами и поддерживаемыми ими иракскими курдами — с другой. 22 июля 1983 года иранцы вторглись на его территорию, а уже к октябрю, при активной поддержке ДПК и ПСК, контролировали 400 км² в районе Пенджвина. Новое иранское наступление в Курдистане началось в марте 1987 года; иранцы и курды дошли до Сулеймании, но были остановлены на подступах к городу. Однако в мае 1988 года иракские войска вытеснили иранцев из Курдистана. В ходе этих боёв иракцы активно применяли химическое оружие как против курдских военизированных отрядов (пешмерга), так и против населённых пунктов. Особенно известна газовая бомбардировка Халабджи 16 марта 1988 года.
На заключительном этапе войны (1987—1988 года) Саддам Хусейн предпринял «чистку» Курдистана, известную как операция «Анфаль». 182 тыс. курдов было «анфалировано» (вывезено на армейских грузовиках и уничтожено), ещё 700 тыс. депортировано из Курдистана в особые лагеря; по подсчётам Масуда Барзани к 1991 году из 5000 населённых пунктов в Курдистане было уничтожено 4500. Деревни и небольшие городки сносились бульдозерами; для того чтобы сделать среду непригодной для обитания, вырубались леса и бетонировались колодцы, Так например был полностью уничтожен в июне 1989 года 70-тысячный город Кала-Диза (район Ханекин): население было изгнано, все строения взорваны динамитом и сровнены бульдозерами, так что на месте города осталось только три старых дерева.
Сразу же после окончания войны Саддам Хусейн начал массированное наступление на пешмерга (25—30 августа 1988 года), в ходе которого полностью вытеснил их из Ирака в Иран. Всего было убито 5 тыс. человек, 100 тыс. жителей бежало в Турцию.

### «Свободный Курдистан»

Парламент Курдистана. Внутренний вид.

Курдские партии, объединившиеся в 1987 году в «Национальный фронт Иракского Курдистана», вновь активизировались с началом кувейтского кризиса 1990—1991 годов. Поражение Саддама в Войне в Заливе вылилось в общеиракское восстание. Массовое восстание в Курдистане началось 5 марта; уже 7 марта была освобождена Сулеймания, 11 марта — Эрбиль и 13 марта — Дахук. С освобождением Киркука (20 марта) пешмерга контролировали уже весь этнический Курдистан.
Однако Саддам Хусейн, к тому времени заключивший мир с коалицией, сумел перегруппировать свои силы, перебросил на север элитные дивизии Республиканской гвардии и неожиданно для курдов начал наступление. Особо дезорганизующее действие оказали слухи, что иракцы вновь применят химическое оружие. 3 апреля иракцы взяли Сулейманию, после чего Саддам Хусейн официально объявил о «подавлении мятежа». В страхе перед новым «анфалем», курды кинулись к границам с Ираном и Турцией. По оценке Генсека ООН в конце апреля в Иране находилось около 1 млн беженцев из Ирака, в Турции — 416 тыс.; от 200 тыс. до 400 тыс. чел. искали укрытия в высокогорной местности Ирака. Из районов Киркука и Эрбиля бежало до 70 % населения.
Перед лицом гуманитарной катастрофы, ООН принимает 5 апреля 1991 года резолюцию № 688, объявляющую территорию к северу от 36 параллели «зоной безопасности». К октябрю иракцы полностью оставили эти провинции, при этом подвергнув Сулейманию артиллерийскому обстрелу и бомбардировкам с воздуха. В результате на территории автономии возникло фактически независимое курдское государственное образование под мандатом ООН — так называемый «Свободный Курдистан».
19 мая 1992 года в «Свободном Курдистане» были проведены выборы в «Национальную Ассамблею» (парламент). Обе основные партии намеренно установили высокий проходной барьер (7 %), который отсёк мелкие партии и практически прекратил их существование. В результате за ДПК было подано 45,3 % голосов, за ПСК — 43,8 %, и парламент был поделён между ДПК (51 мандат) и ПСК (49 мандатов, из 105; 5 мандатов было зарезервировано за представителями христиан).
На первой сессии парламента было утверждено правительство (4 июня), получившее официальное название «Региональное правительство Курдистана» (Hikumêta hêrema Kurdistanê; обыкновенно используется, в том числе официально, англ. аббревиатура KRG). Его возглавил Косрат Расул (ПСК), прославившийся в боях 1991 года; представитель ДПК доктор Рош Шавес был избран председателем парламента.
На второй сессии, 4 октября 1992 года, парламент принял декларацию об образовании федерального курдского государства со столицей в Киркуке (фактически курдам неподконтрольном) в рамках «демократического, свободного и объединённого Ирака». Решение о будущей федерализации Ирака было подтверждено в том же месяце на общеиракском съезде оппозиции, состоявшемся также в Эрбиле.
Экономическое положение «Свободного Курдистана» было крайне тяжёлым. Как часть Ирака он был подвержен общим санкциям, введённым ООН против этой страны; со своей стороны и Саддам Хусейн объявил ему блокаду, огородив границу линией укреплений и минных полей длинной 550 км. В результате безработица составляла 90 % в 1992 и 70 % в 1998 году, а цены на нефтепродукты на чёрном рынке в 70 раз превышали багдадские. Положение усугублялась огромным количеством беженцев и полным разрушением страны в годы «анфаля». «На месте [городка] Хаджи Омрана — несколько палаток; вместо Барзана — две-три палатки над рекой» — вспоминает очевидец ситуации осени 1991 года.
В то же время, в подконтрольных Багдаду областях продолжался процесс арабизации. Всего с 1991 по 1998 годы из Киркука было изгнано 200 тыс. курдов и 5 тыс. туркоманов; на их место было поселено 300 тыс. арабов. Такими действиями Саддам Хусейн достигал сразу двух целей: собственно арабизации и подрыва «Свободного Курдистана» с помощью масс беженцев.

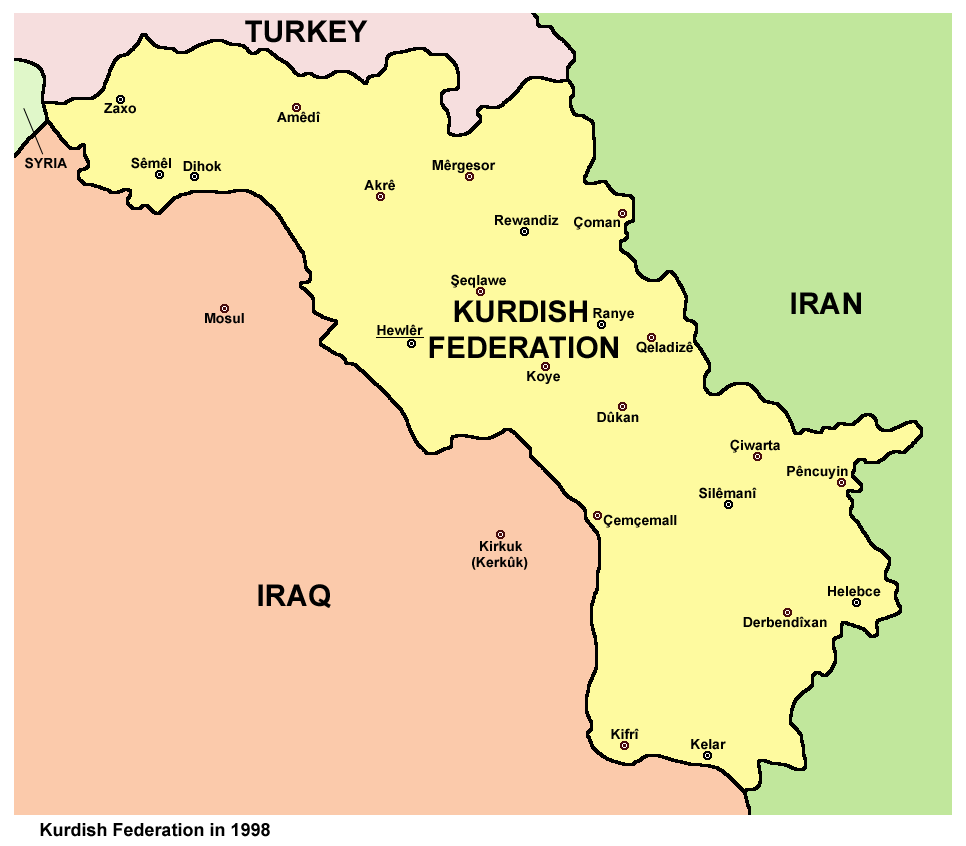
Курдистан в 1998 году

Процесс формирования курдской государственности застопорила гражданская война между ДПК и ПСК, начавшаяся летом 1994 года. ПСК предъявлял претензии экономического характера, обвиняя ДПК в дискриминации контролируемого им Сулейманийского региона (в частности утверждалось, что ДПК обращает в свою пользу сборы с таможенного пункта в Заху на турецкой границе — в то время главный источник финансовых поступлений в бюджет образования). По мнению же противников ПСК, эти претензии стали выдвигаться лишь «задним числом», реальной же подоплёкой войны была надежда Талабани неожиданным переворотом овладеть властью во всём Курдистане. Опираясь на поддержку Ирана, Талабани сумел добиться крупных успехов, вытеснив Барзани с большей части территории «Свободного Курдистана». В такой ситуации, Барзани обратился за помощью к Саддаму Хусейну. 9 сентября 1996 года иракские войска взяли Эрбиль. В тот же день, пешмерга ДПК без особого кровопролития овладели «столицей» ПСК — Сулейманией. Пешмерга Талабани бежали в Иран. В начале октября 1996 года под давлением США обе партии заключили перемирие, а иракские войска были выведены из Курдистана. В 1997 году бои возобновились и прекратились только в мае следующего года, когда при активном посредничестве Госдепартамента США между двумя лидерами начались мирные переговоры. Окончательно мир был заключён 17 сентября 1998 года в Вашингтоне. Всего в войну с обеих сторон погибло 3 тыс. человек.
Миру между Барзани и Талабани сильно способствовало вступление в действие программы ООН «Нефть в обмен на продовольствие», потребовавшее от курдских лидеров кооперации для получения средств программы; именно реализация этой программы была главной темой переговоров в Вашингтоне. Хотя Вашингтонские соглашения предусматривали новое объединение «Свободного Курдистана», фактически области Эрбиль—Дахук (зона ДПК) и Сулеймания (зона ПСК) оставались отдельными государственными образованиями с собственными парламентами и «региональными правительствами». Тем не менее, дальнейшее развитие событий требовало от курдских лидеров тесной кооперации в своих же собственных интересах. В 2002 году возобновил работу единый парламент.
Согласно программе «Нефть в обмен на продовольствие», на помощь Курдистану выделялось 13 % нефтяных доходов Ирака, так что к 2003 году. курды получили по программе 8,35 млрд долл. (ещё более 4 млрд, выделенные на нужды Курдистана, не были потрачены из-за саботажа багдадских чиновников и «зависли» на счетах ООН). Результатом был относительный подъём экономики Курдистана, резко контрастировавший с нищетой, в которой находилась основная часть Ирака. Так, если в 1996 году в зоне ДПК было 26 птицеферм, то в 2006 году — 396. К 2004 году уровень жизни в Курдистане (в отличие от остального Ирака) был выше, чем до 1991 года, а доход на душу населения превышал общеиракский на 25 %.
Новой проблемой «Свободного Курдистана» стали исламисты, а именно организация «Ансар аль-Ислам», поддерживаемая Тегераном, связанная с Багдадом и Аль-Каидой и превратившая в свой оплот город Халабджу. В феврале 2001 года исламисты совершили первый крупный теракт, убив видного руководителя ДПК Франсо Харири (губернатор Эрбиля, христианин). Осенью 2001 года Талабани послал против них 12 тыс. пешмарга (Барзани также предлагал свою помощь), но вмешательство Ирана не допустило окончательного разгрома группировки. Она была уничтожена только в конце марта 2003 года при помощи американцев. Однако исламистское подполье существует до сих пор, время от времени устраивая теракты. Так, во время крупного взрыва у штаб-квартиры ДПК в сентябре 2003 года погиб вице-премьер Сами Абдель-Рахман — второй по значимости человек в ДПК.

### С 2003 года
В 2003 году иракские курды проявили себя активными союзниками США. Сами американцы первоначально не отводили им большой роли в своих планах вторжения в Ирак, надеясь начать мощное наступление со стороны Турции собственными силами. Последовавший в последний момент (март 2003 года) отказ Турции в предоставлении своей территории резко повысил роль курдского фактора. В Курдистан была переброшена 173-я воздушно-десантная бригада; к 27 марта в Курдистане насчитывалось уже 1000 американских военнослужащих. Активность курдов сдерживалась только турками, которые грозили вооружённым вмешательством, если курды перейдут в наступление и займут Мосул и Киркук. Тем не менее, начало боёв за Багдад послужило для иракцев на северном фронте сигналом к бегству, и курды, двинувшись вперёд на их плечах, 10 апреля заняли Мосул (ДПК) и 11 апреля — Киркук (ПСК). Эти события сопровождались массовыми изгнаниями арабов из домов, переданных им в ходе «арабизации». Под давлением американцев и турок пешмерга быстро оставили Мосул и Киркук, при этом насколько возможно упрочив там позиции своих партий. Новый глава оккупационной администрации Пол Бреммер, не желая раздражать ни арабов, ни турок, повёл себя по отношению к курдам крайне сдержанно. Было объявлено, что ликвидация последствий арабизации должна происходить постепенно и по суду, с предоставлением арабам компенсации; вопрос же об административной принадлежности «освобождённых» районов должен решиться впоследствии на референдуме. Таким образом, «освобождённые» районы не вошли в состав курдского государственного образования, хотя на деле там была сформирована администрация из членов ДПК (Синджар и Махмур) или ПСК (районы Киркука—Ханекина). В целом эти районы, хотя де-юре не подчиняются Эрбилю, де-факто находятся в теснейшей связи и зависимости от КРГ.
Американцы первоначально предложили создать «многоэтническую иракскую нацию» по американскому образцу, с представлением статуса субъектов федерации прежним провинциям. При этом предполагалось, что все курдские правительственные органы будут распущены. Однако соответствующее предложение, сделанное Бреммером Масуду Барзани в конце 2003 года, встретило неожиданный для американца жёсткий отпор: Барзани отказался подписывать новую конституцию Ирака, если в ней не будут оговорены самые широкие автономные права курдов. В конечном итоге курды добились своего, в конституции Ирака были оговорены самые широкие права Курдистана, вплоть до права выхода из состава Ирака в случае нарушения центральным правительством своих обязательств. Последнюю точку в процессе легитимации курдского государственного образования поставило принятие конституции Ирака на референдуме в октябре 2005 года. При этом Курдистан признаёт власть Багдада лишь постольку, поскольку желает сам.
В настоящее время Курдистан имеет, кроме парламента и правительства, собственные вооружённые формирования пешмерга (ок. 300 тыс. человек, с тяжёлым оружием, бронетехникой и танками), собственную службу безопасности, организованную при помощи израильских инструкторов («Асаиш»), несколько спутниковых каналов (эрбильский «Kurdistan-TV», сулейманийский «KurdSat» и др.), четыре университета (в Сулеймании, Эрбиле и Дахуке и Кифри). В 2005 году построенный под Эрбилем аэропорт обеспечил ему воздушную связь с внешним миром (второй аэропорт существует в Сулеймании).
Начавшиеся под Заху (близ турецкой границы) и Сулейманией разработки нефти способны дать Курдистану независимые источники доходов. Работы под Заху ведёт норвежская компания DNO; кроме того, KRG заключило соглашения на разведку с канадской «Western Oil Sands» и английской «Sterling Energy». Запасы месторождения «Тавке 1» под Заху оценивают в 100 млн баррелей; начальный уровень добычи — 5 тыс. баррелей в день, но в течение года планируют довести нефтедобычу до 20 000 баррелей в день. К середине 2006 года в Курдистане подготовлен законопроект об углеводородах, который должен придать правовую основу начатым Региональным правительством самостоятельным разработкам; причём курды намерены распространить действие этого закона и на Киркук, формально подчиняющийся Багдаду. Всё это вызывает протесты Багдада, который, не имея других рычагов воздействия на ситуацию, грозит не допускать на иракский рынок нефтяные компании, работающие в Курдистане.
В настоящий момент в Курдистане действуют 3800 иракских и иностранных компаний. Особенные надежды возлагаются на развитие туризма, как международного, так и внутрииракского, так как Курдистан, благодаря своим природным особенностям, являлся в «мирные» времена любимым местом летнего отдыха для жителей южных полупустынных районов. Стремясь привлечь инвестиции, новое правительство Курдистана провело закон, предоставляющий иностранным инвесторам 10-летние налоговые каникулы. По федеральной Конституции Курдистан получает 17 % доходов от продажи иракской нефти, а также имеет пропорциональное представительство в центральном правительстве в Багдаде.
Летом 2017 года власти объявили, что 25 сентября в регионе пройдет референдум о независимости, следствием чего может стать образование нового государства. Турция, Иран, официальный Багдад, а также западные державы выступили против референдума. Израиль высказал полную поддержку.
Референдум состоялся 25 сентября 2017 года в условиях серьёзного давления со стороны центрального правительства, а также Ирана и Турции. Вопрос был сформулирован следующим образом: «Хотите ли вы, чтобы Курдистанский регион и курдские земли за пределами региона стали независимым государством?» Согласно объявленным 27 сентября итогам, 72 % из 8,4 млн избирателей[уточнить], имевших право принять участие в голосовании, воспользовались им. Из них 92,73 % проголосовали в пользу независимости Курдистана, однако центральное правительство Ирака не признало итоги референдума.
Иракское правительство 27 сентября объявило о непризнании итогов референдума. После этого, 15 октября 2017 года, началась операция иракских войск по занятию Киркука и окрестных территорий. 18 октября иракское правительство объявило о полном восстановлении контроля над мухафазой Киркук. 27 октября вооружённый конфликт завершился и правительство Иракского Курдистана согласилось принять требования иракских властей.
В июне 2020 года вооружённые силы Турции начали воздушную операцию «Лапа орла» и наземную операцию «Лапа тигра».
19 апреля 2022 года ВС Турции начали новую военную операцию против Южного Курдистана.

## Политика

### Правительство

Парламент Курдистана 2013
Демократическая партия Курдистана (38)
Горран (24)
Патриотический союз Курдистана (18)
Зарезервировано для меньшинств (11)
Исламский союз Курдистана (10)
Исламская группа Курдистана (6)
Другие (4)

С 1992 года было основано правительство региона (КРГ) и находится оно в Эрбиле. КРГ имеет парламент, избранный всенародным голосованием, состоящий из ДПК, ПСК и их союзников (Коммунистическая партия Ирака, Социалистической партии Курдистана и т. д.). Структурно и официально, обе стороны имеют некоторые отличия друг от друга. Нечирван Идрис Барзани, племянник Масуда, был премьер-министром КРГ с 1999 по 2009, в том числе председателем на первом КДП-PUK единой кабинета с 2006 по 2009. Масрур, сын Масуда, работает в настоящее время в Политбюро. Нечирван, как премьер-министр, возглавил беспрецедентные социальные и экономические реформы, в том числе обратил внимание на проблему насилия в отношении женщин, улучшение инфраструктуры и акцентировал внимание на частный сектор и иностранные инвестиции. Он также был в авангарде сближения с Турцией и активного развития нефтяных и газовых месторождений в регионе.
После вторжения в Ирак в 2003 году, курдские политики были представлены в иракском Совете управляющих.
Имеет свой демократический парламент — Региональную Ассамблею, в которой 111 мест. В 2005—2017 гг. президентом являлся Масуд Барзани, который был первоначально избран в 2005 году и переизбран в 2009 году. с 28 мая 2019 года президентом Курдистана является Нечирван Барзани.

### Основные партии

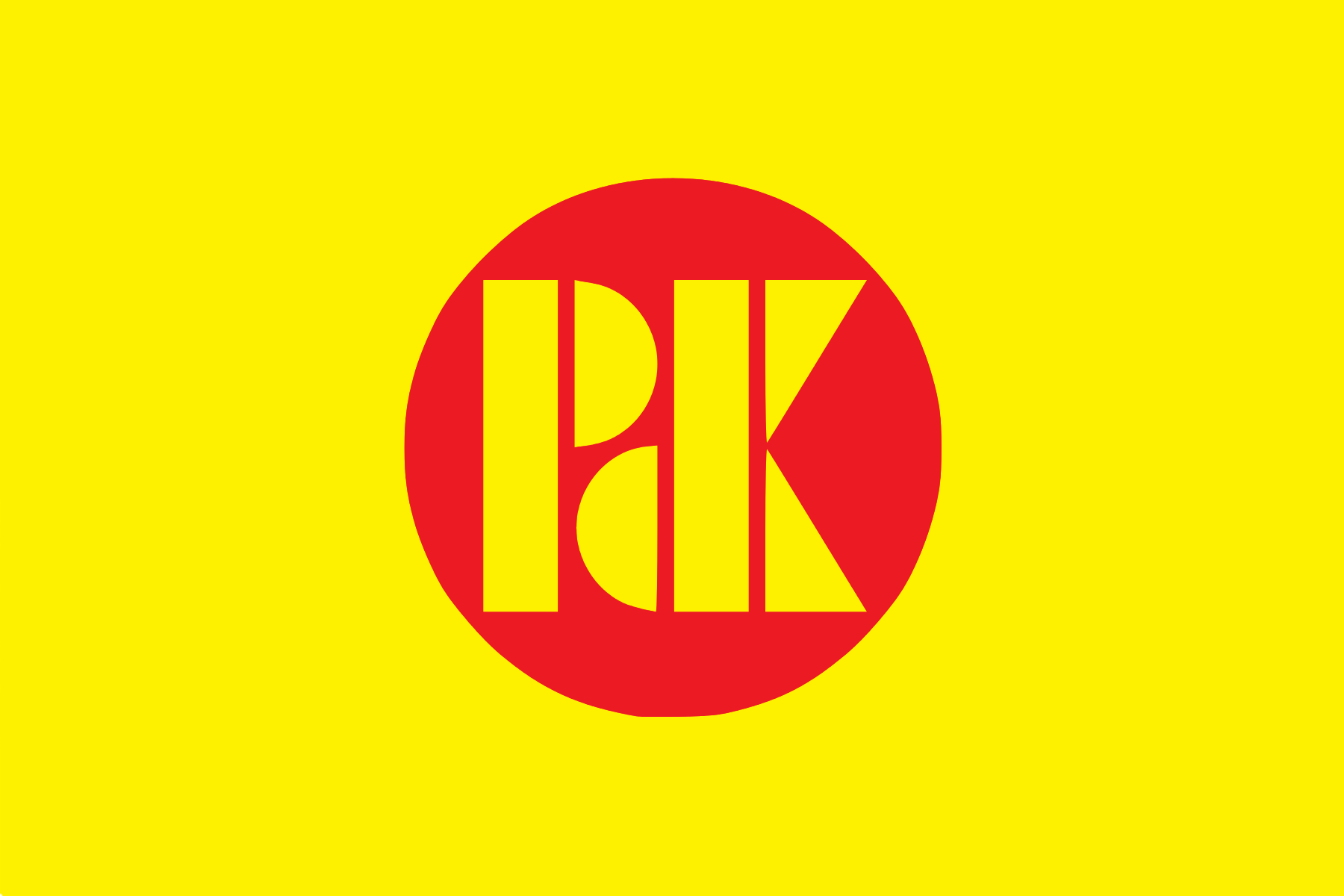
Демократическая Партия Курдистана
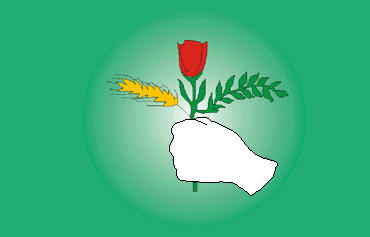
Патриотический Союз Курдистана
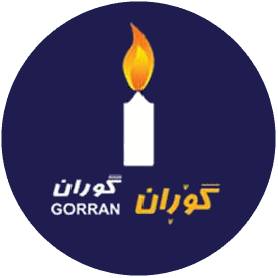
Движение за перемены (Горран)

### Выборы
Выборы в Национальное Собрание Курдистана проводятся каждые четыре года. Последние выборы в Парламент Курдистана были проведены 21 сентября 2013 года. В регионе присутствуют две основные политические партии, ПСК (18 мест) и ДПК (38 мест в парламенте). Третья новая сила в Курдистане — это оппозиционное движение Список Горран («Горран» в переводе с курдского «перемены») во главе с Ничерваном Мустафой. У него 24 места, четверть всех мест в парламенте. Список Горран набрал много голосов в городе и провинции Сулеймания, которые раньше считались оплотом ПСК.
На президентских выборах Масуд Барзани выиграл ещё один срок в 2009 году, получив 70 % голосов. Доктор Камаль Мираудели — второе место с примерно 30 % голосов.
Выборы в Совет Провинции проводятся раз в четыре года. Каждый совет состоит из 41 членов.
Выборы в Парламент Курдистана 2013 года состоялись 21 сентября 2013 года. Это были четвёртые парламентские выборы в Иракском Курдистане с 1992 года. Кандидаты боролись за в общей сложности 111 мест, из которых 11 мест были зарезервированы для меньшинств. По данным Иракской Высшей Избирательной Комиссии, было 366 женщин и 736 мужчин кандидатов на выборах. В общей сложности 2 653 743 человек имели право голосовать на территории всех трёх провинций (Эрбиль, Сулеймания и Дахук), из которых 74 % проголосовало.

## Экономика

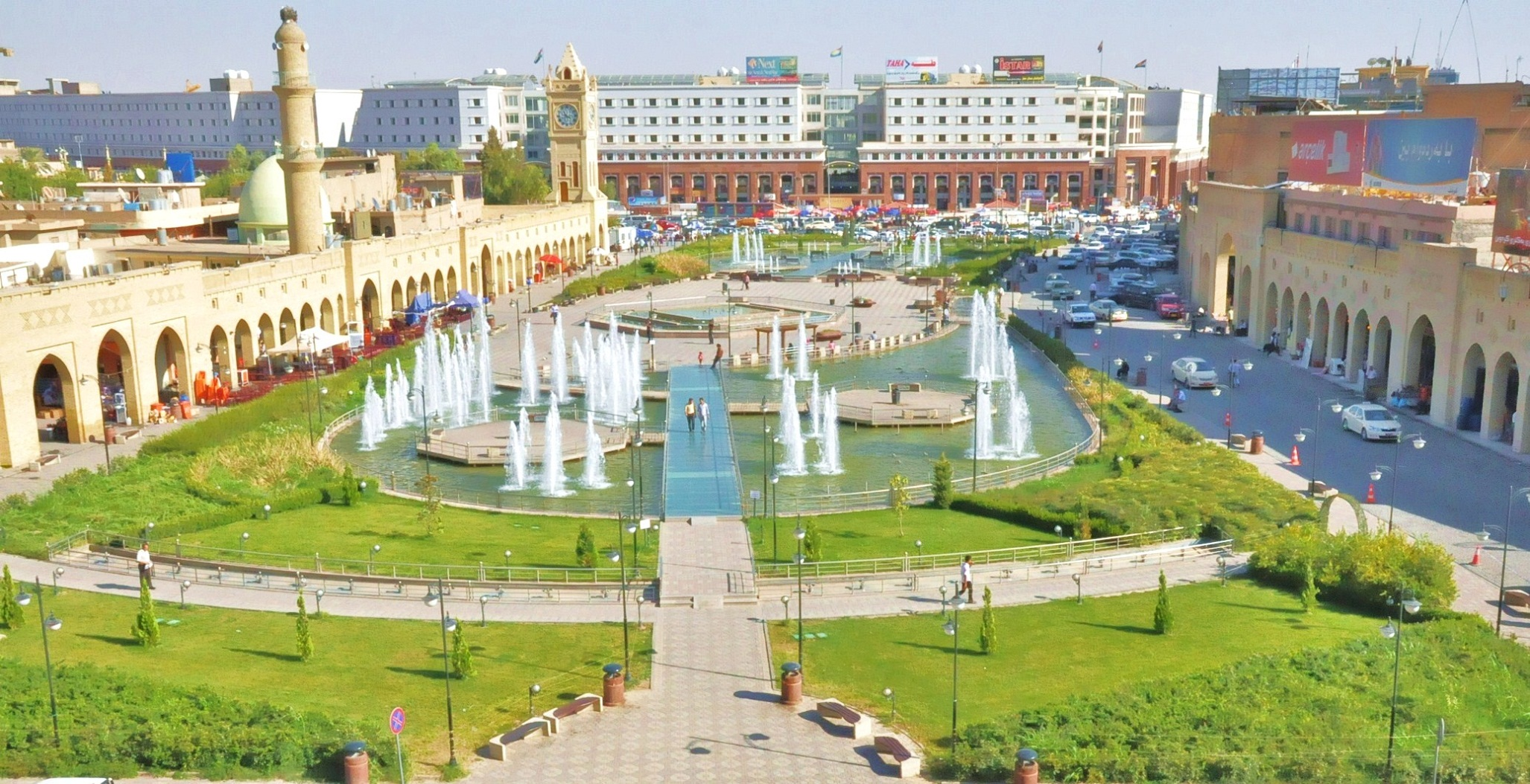
Столица Иракского Курдистана-Эрбиль.

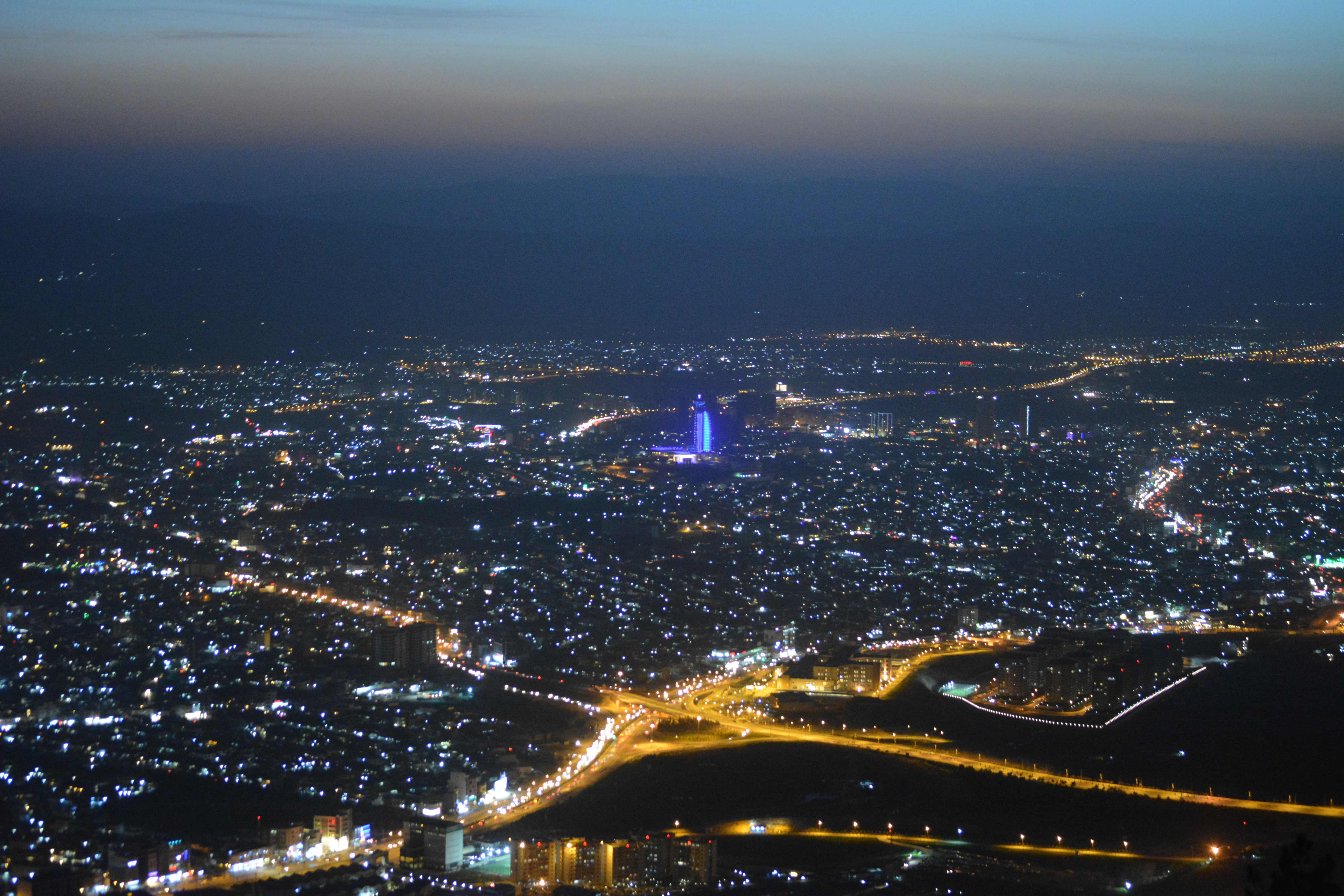
Сулеймания — финансовый центр Иракского Курдистана

Стабильность в Курдистане позволила ему достичь более высокого уровня развития, чем в других регионах Ирака. В 2004 году доход на душу населения был на 25 % выше, чем в остальной части Ирака. Правительство продолжает получать часть доходов от экспорта нефти Ирака. КРГ также имеет планы по строительству Media City в Эрбиле и зон свободной торговли вблизи границ Турции и Ирана. 2 декабря 2014 года правительство Иракского Курдистана заключило соглашение с Багдадом о разделе доходов от продаваемой нефти. Согласно этой договорённости, вся добываемая в Иракском Курдистане нефть должна направляться в Турцию, где её станет продавать иракская государственная компания SOMO. За это Багдад обязался отчислять Иракскому Курдистану 17 % своих доходов, а также в течение месяца передать Эрбилю 1 млрд долларов на выплаты зарплат работникам местных органов, а также личному составу пешмерга.
С 2003 года экономика Иракского Курдистана бурно развивается и привлекла около 20000 рабочих из других районов Ирака. По словам президента Ирака Джалала Талабани, с 2003 года число миллионеров в курдском городе Сулеймания увеличилось с 12 до 2000, что отражает финансово-экономический рост региона.
Южный Курдистан в настоящее время имеет самый низкий уровень бедности в Ираке. По данным сайта РПК, никто из солдат коалиции, находящихся на территории региона, не был убит или похищен с 2003 года.

### Природные ресурсы
Считается, что нефтяные запасы Южного Курдистана — шестые в мире по величине и насчитывают 45 млрд баррелей. Курдистанская нефть составляет 60 % добываемой в Ираке. Центром всей иракской нефтедобычи является город Киркук. Однако на территории «Курдского района Ирака» нефть до сих пор не разрабатывалась, хотя он также располагает богатыми месторождениями — в районе Сулеймании (где нефть добывают кустарным способом), к северо-востоку от Эрбиля, а также в районе Дахука и Заху. С конца 2005 года начата разработка последнего месторождения, а за ним также месторождения под Сулейманией. Относительная безопасность и стабильность в регионе позволило КРГ подписать ряд инвестиционных контрактов с иностранными компаниями. В 2006 году первая новая нефтяная скважина с момента вторжения в Ирак была пробурена в Курдистане норвежской энергетической компанией DNO. По первоначальным данным, месторождение содержит не менее 100 млн баррелей (16000000 м3) нефти. Газовые и связанные запасы газа превышают 2800 км3 (100×1012 куб футов). Известные компании, работающие в Курдистане, включают Exxon, Total, Chevron, Talisman Energy, Genel Energy, Hunt Oil, Gulf Keystone Petroleum и Marathon Oil.
Нефтяные месторождения Иракского Курдистана: Атруш, Тоуке.
Добывается битум, добывается и обрабатывается мрамор; есть залежи железа, никеля, угля, меди, золота, известняка (который используется для производства цемента), цинка. Самое большое в мире месторождение каменной серы находится к юго-западу от Эрбиле.
Важным природным богатством региона в условиях Ближнего Востока являются запасы пресной воды.

### Сельское хозяйство
Южный Курдистан — один из основных сельскохозяйственных районов Ближнего Востока. В нём выращивалось до 75 % всей иракской пшеницы. Только три провинции Иракского Курдистана дают 50 % иракской пшеницы, 40 % ячменя, 98 % табака, 30 % хлопка и 50 % фруктов. Традиционно развито также животноводство, в основном овцы и козы.

### Промышленность
Две ГЭС — в Докане и Дербенди-Хане — работают далеко не в полную мощность; при условии реконструкции они способны полностью удовлетворить потребности региона в электроэнергии. В районе Сулеймании расположены два крупных цементных завода, ныне процветающие в связи со строительным бумом; намечено также строительство нового завода в Харире. Вообще индустрия, связанная со строительством, бурно развивается. Имеются также крупные предприятия текстильной и пищевой промышленности, впрочем, после 1991 года пришедшие в упадок; в Салахаддине (под Эрбилем) построен трубопрокатный завод. Намечается постройка нефтеперерабатывающих заводов в четырёх главных городах Курдистана (Эрбиль, Сулеймания, Дахук, Заху).

## Демография

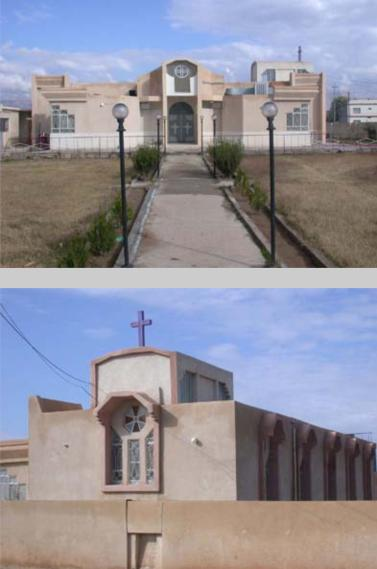
Ассирийская церковь в Курдистане

Из-за отсутствия в наше время переписи, население и демография региона Курдистан неизвестны, но правительство начало публиковать более подробные данные. Численность населения региона, как известно, трудно определить, поскольку иракское правительство исторически стремилось свести к минимуму важность курдского меньшинства, в то время как курдские группы имели тенденцию преувеличивать численность. Основываясь на имеющихся данных, в Курдистане проживает молодое население, по оценкам, 36 % населения моложе 15 лет.
| Оценка и переписи численности населения | Оценка и переписи численности населения | Оценка и переписи численности населения | Оценка и переписи численности населения | Оценка и переписи численности населения | Оценка и переписи численности населения | Оценка и переписи численности населения | Оценка и переписи численности населения | Оценка и переписи численности населения | Оценка и переписи численности населения |
| 1794                                    | 1897                                    | 1908                                    | 1912                                    | 1917                                    | 1921                                    | 1930                                    | 1940                                    | 1947                                    | 1950                                    |
| --------------------------------------- | --------------------------------------- | --------------------------------------- | --------------------------------------- | --------------------------------------- | --------------------------------------- | --------------------------------------- | --------------------------------------- | --------------------------------------- | --------------------------------------- |
| 300 000                                 | ↗386 036                                | ↘243 827                                | ↗456 609                                | ↗598 465                                | ↗637 410                                | ↗707 525                                | ↗900 180                                | ↗1 244 918                              | ↗1 588 230                              |
| 1961                                    | 1970                                    | 1980                                    | 1990                                    | 2000                                    | 2009                                    | 2011                                    | 2014                                    | 2020                                    | 2025                                    |
| ↗2 006 839                              | ↗2 727 445                              | ↗3 754 672                              | ↘2 256 777                              | ↗4 169 468                              | ↗5 200 000                              | ↘4 900 000                              | ↗5 122 747                              | ↗ 6 171 085                             | ↗ 6 822 770                             |

### Этнический состав
Основное население — курды, которые составляют большинство, а меньшинствами являются туркмены, ассирийцы, халдеи, арабы и армяне.
Курды по вероисповеданию — в основном мусульмане-сунниты (большинство шиитов, из племени файли, были изгнаны в Иран в 1971—1972 годах; шиитским поныне является часть населения Ханекина); курды-езиды живут в основном в Синджаре и районе Дахука; под Дахуком находится главная святыня езидов — Лалеш, а также есть христиане. Самый большой процент курдов в Сулеймании и в Халабадже (ок. 99 %).
По оценкам курдов в регионе более восьми миллионов, но часть иракских курдов проживает за пределами национальной автономии, — особенно в Багдаде и в городе Мосул.
Христиане — ассирийцы и халдеи (халдо-католики) — главным образом проживают в районе Дахука (30 000; в настоящее время их число увеличивается за счёт миграции из арабских областей), сильно ассимилировавшиеся с курдами, туркмены (в районах Эрбиля, Киркука и Мосула), и арабы, число которых за пределами «Курдского района Ирака» резко возросло во времена правления Саддама Хусейна.
Есть армянские общины в Заху и Дахуке, также присутствуют в Эрбиле. В последнее время отмечается определённая эмиграция курдистанских армян в Армению.
До начала 1950-х годов жили и лахлухи, сильно ассимилировавшиеся с курдами евреи; затем они в большинстве эмигрировали в Израиль.
После вторжения в Ирак террористов Исламского Государства более миллиона беженцев бежали в Курдистан.
| Этническая группа        | 2025        | 2025     |
| Этническая группа        | Численность | %        |
| ------------------------ | ----------- | -------- |
| Курды                    | 6,148,898   | 90.1 %   |
| Арабы                    | 315,058     | 4.6 %    |
| Туркоманы                | 206,025     | 3.0 %    |
| Ассирийцы (вкл. халдеев) | 148,875     | 2.2 %    |
| Армяне                   | 3,410       | 0.1 %    |
| Мандеи                   | 454         | 0.01 %   |
| Евреи                    | 50          | 0.0005 % |
| Курдские евреи           | —           | —        |
| Всего                    | 6,822,770   |          |

### Лингвистический состав
Официальные языки региона — курдский и арабский.
Языки меньшинств — туркменский, ассирийский (новоарамейский) и армянский
Населяющие регион Курдистан курды говорят в основном на двух различных диалектах курдского языка: севернокурдский и центральнокурдский, причём вторые живут на юге и востоке (их «столица» — Сулеймания), тогда как первые — на севере и западе региона. Оба диалекта пользуются поддержкой правительства, и в настоящее время большинство населения понимает оба диалекта. Также, существуют общины носителей горани, и также курдов из южных племен, говорящие на южнокурдском.
Арабский язык также широко используется. В районах проживания национальных меньшинств в школах ведётся обучение на туркоманском и двух диалектах новоарамейских языков северо-восточной группы, халдейском и ассирийском.
В 2014 году информагентство «NEWS.am», с отсылкой на сайт «Rudaw.net», сообщило, что кроме курдского и арабского языков, признанными языками меньшинств считаются: армянский, ассирийский и туркменский.

### Конфессиональный состав
Курдистан — многоконфессиональная республика и является светским государством.
Большинством являются мусульмане (преимущественно суннитского толка). Распространено также христианство, исповедуемое в основном ассирийцами и в меньшей степени курдами. Часть исповедует язданизм, распространённый среди езидов, шабаков и других курдских религиозных групп. Число курдских зороастрийцев оценивалось по-разному. Представитель зороастрийского регионального правительства Курдистана в Ираке заявил, что в последнее время около 100 000 человек в Южном Курдистане обратились в зороастризм, а лидеры общин повторяют это утверждение и предполагают, что ещё больше зороастрийцев в регионе тайно исповедуют свою веру.
Всплеск числа курдских мусульман, обращающихся в зороастризм, в значительной степени объясняется разочарованием в исламе после того, как они испытали насилие и притеснения, совершенные ИГИЛ в этом районе.

## Города

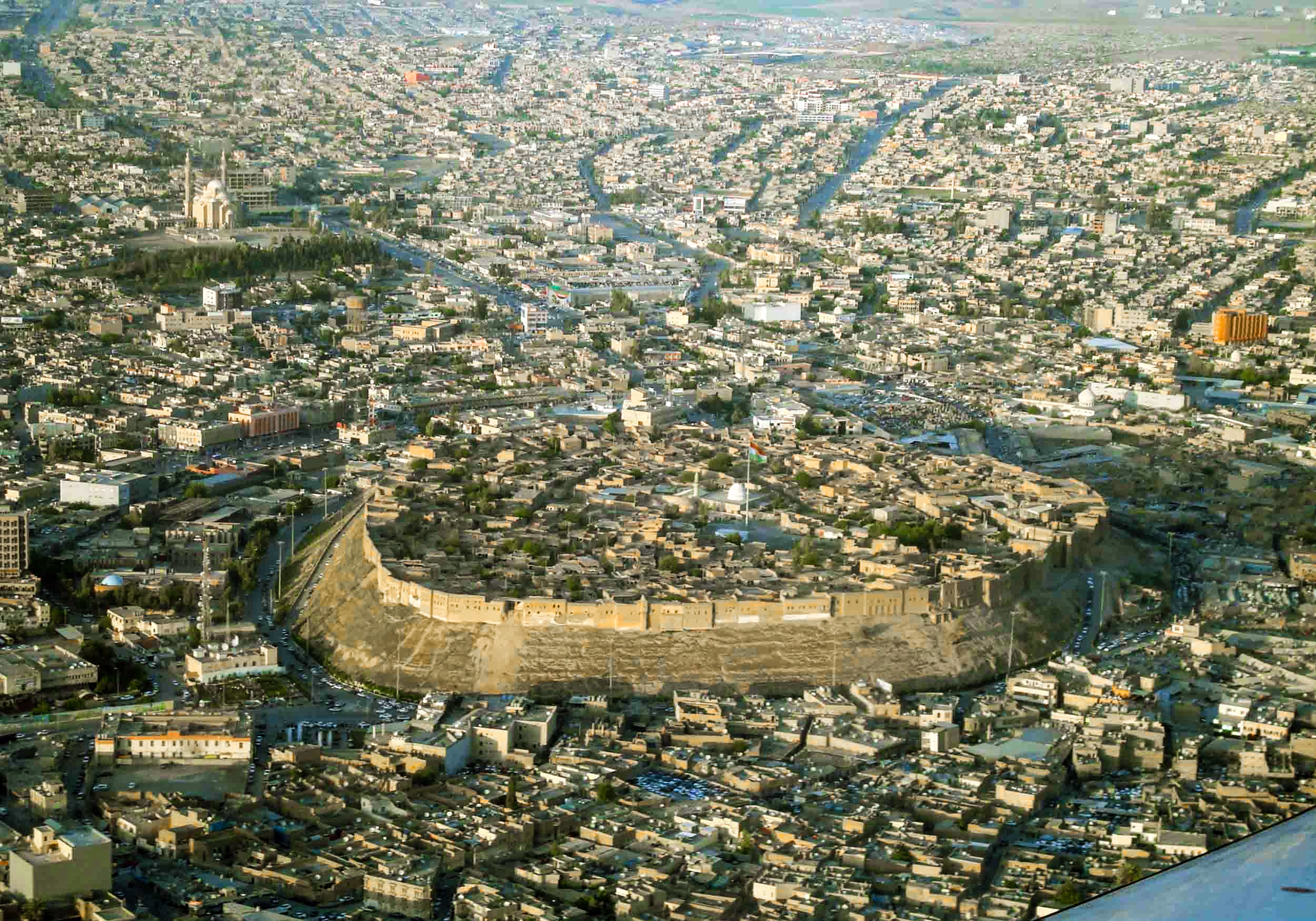
Эрбиль
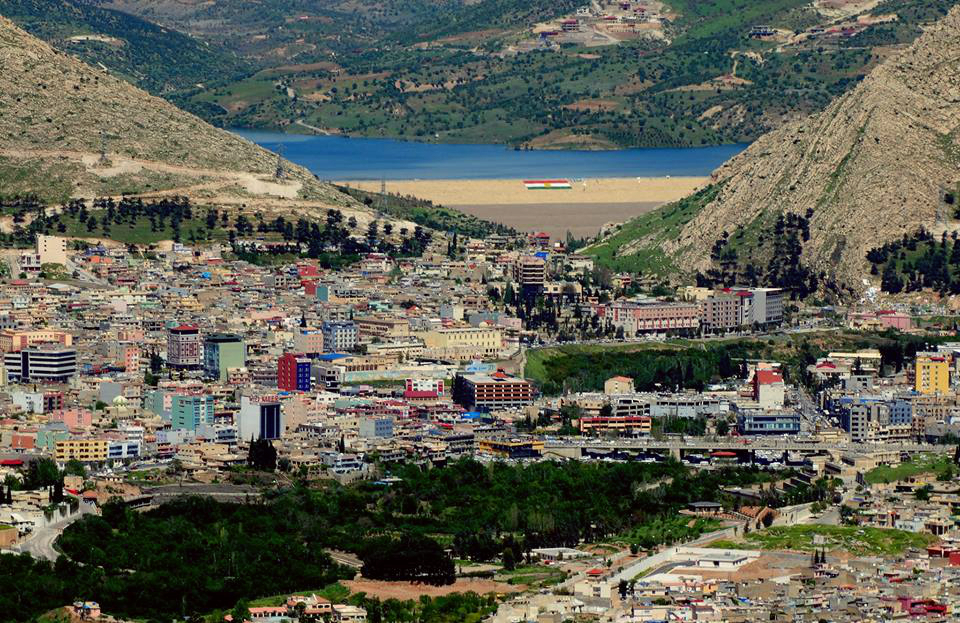
Дохук
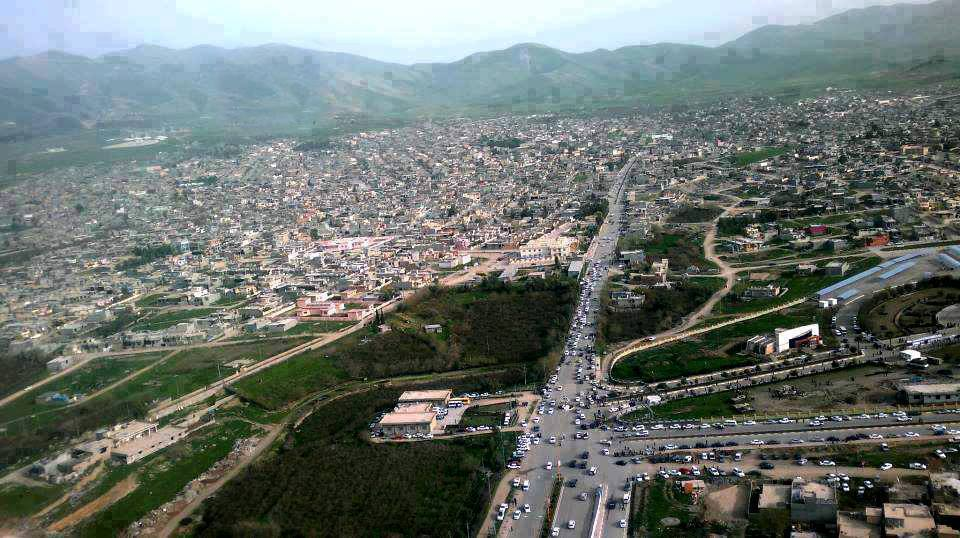
Халабджа
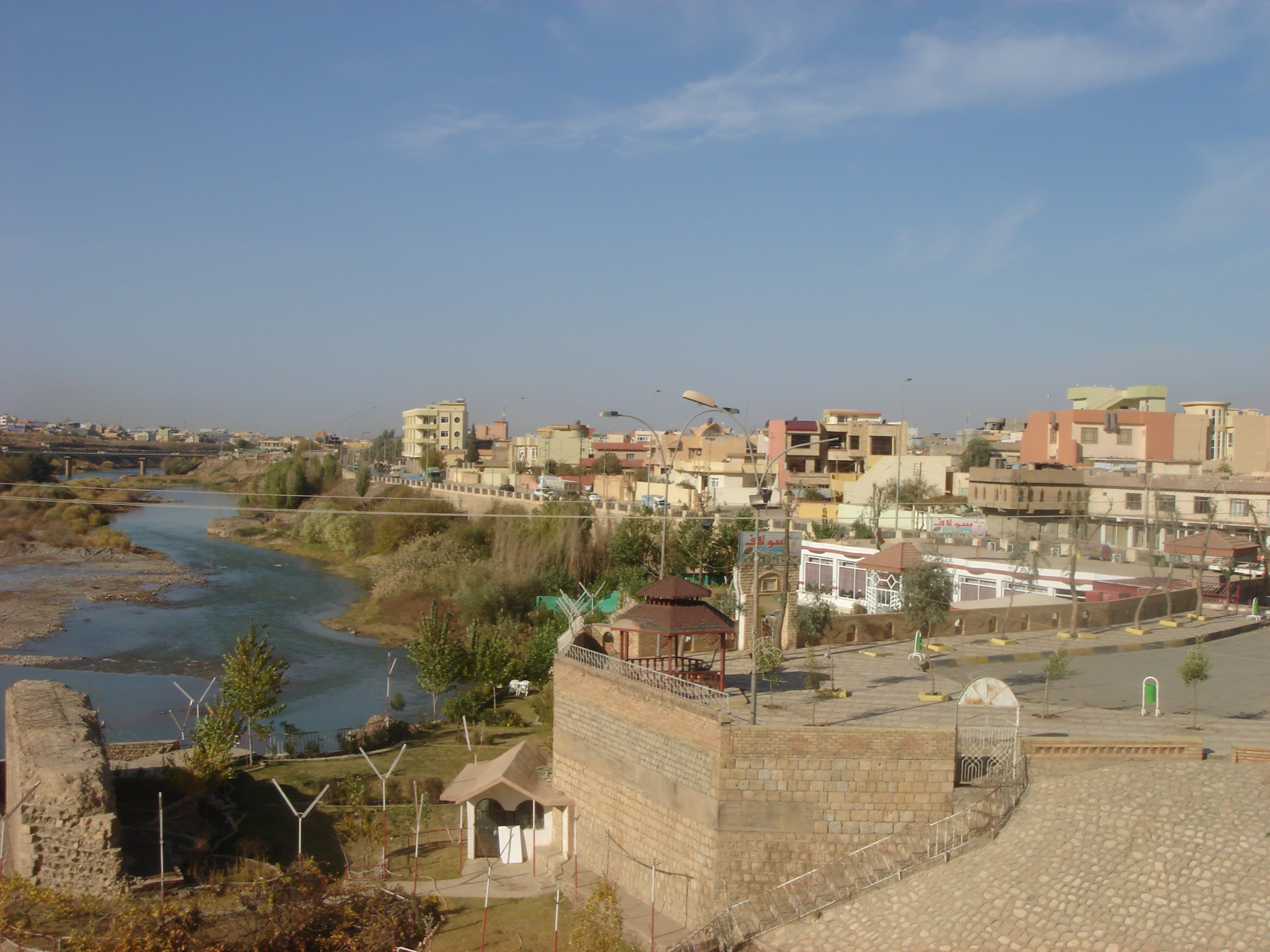
Заху
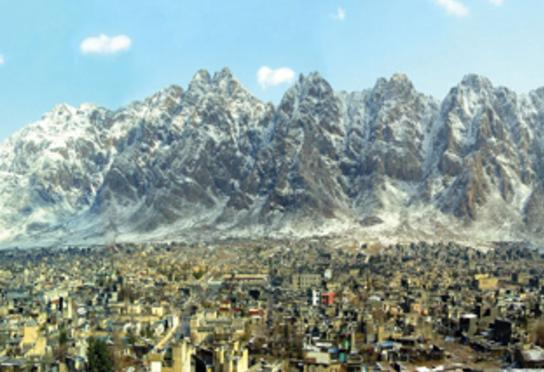
Рания
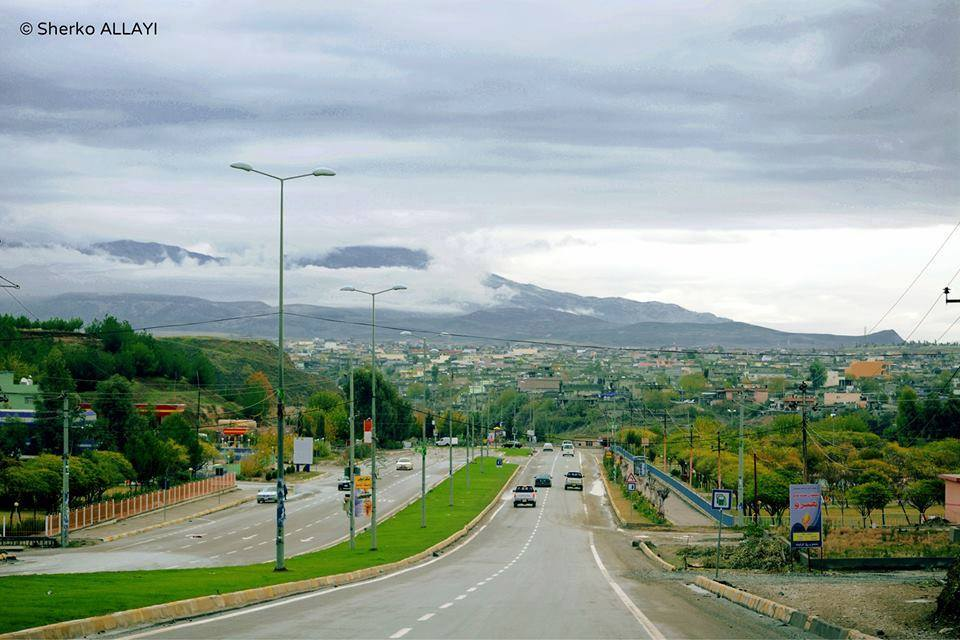
Каладиза
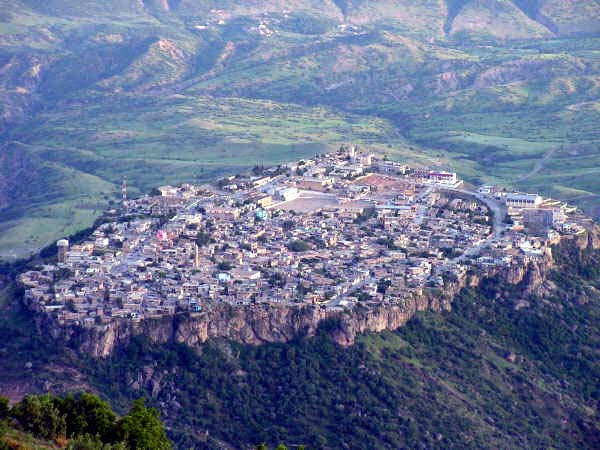
Амеди

| #  | Крупнейшие города | Население           |
| -- | ----------------- | ------------------- |
| 01 | Эрбиль            | 2 062 700 (2022 г.) |
| 02 | Киркук            | 1 031 000 (2021 г.) |
| 03 | Сулеймания        | 878 146 (2018 г.)   |
| 03 | Дахук             | 340 900 (2018 г.)   |
| 04 | Заху              | 219 006 (2012 г.)   |
| 05 | Акра              | 212 000 (2018 г.)   |
| 06 | Равандуз          | 124 989 (2012 г.)   |
| 07 | Синджар           | 88 023 (2013 г.)    |
| 08 | Семел             | 71,600 (2018 г.)    |
| 09 | Халабджа          | 65 200 (2015 г.)    |
| 10 | Рания             | 52 767 (2012 г.)    |
| 11 | Каладиза          | 36 792 (2012 г.)    |
| 12 | Келар             | 34 150 (2012 г.)    |

- Эрбиль
- Дохук
- Халабджа
- Заху
- Рания
- Каладиза
- Амеди

#### Иммиграция
С момента свержения режима Саддама Хусейна в 2003 году, в регион Курдистан стали массово иммигрировать арабы, а также христиане из южных районов Ирака (в частности курды, ассирийцы, армяне, мандеи, евреи и т. д.).
Расширение экономического сотрудничества между Курдистаном и Турцией дало толчок для поиска новых рабочих мест для турок в Курдистане.
Отчеты иммиграционных служб свидетельствуют о том, что в Курдистан приезжают из Бангладеш, Индии и Пакистана.

## Административное деление

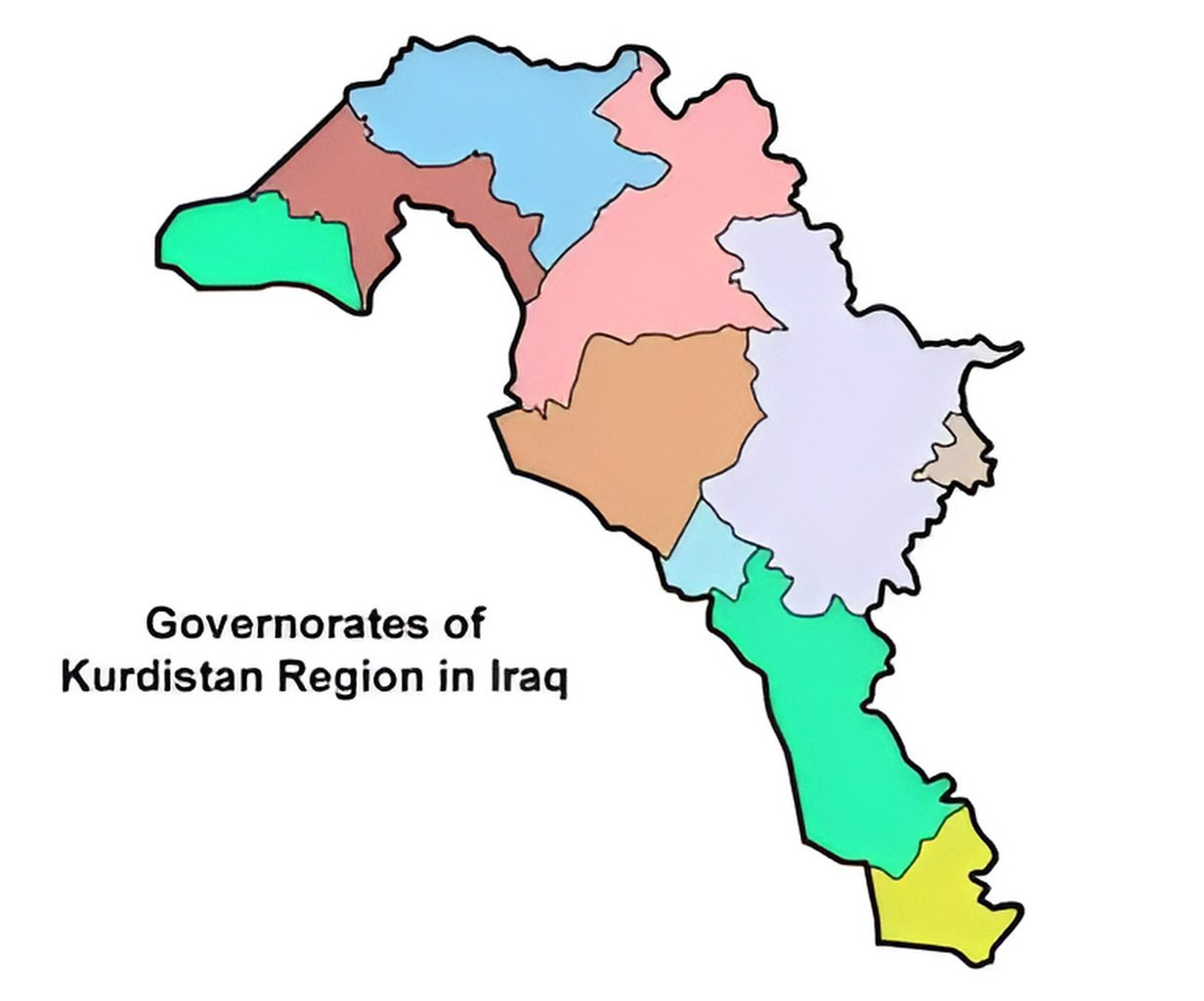
Административное деление Курдистана

Территория, контролируемая КРГ, но не признанная Багдадом в составе КРГ
Контролируемая территория КРГ
Территория, контролируемая Багдадом, на которую претендует КРГ
Остальная территория Ирака

Курдистан делится на следующие провинции:
| №  | Русское название | Оригинальное название на курдском            | Число районов | Административный центр | Население (оценка, 2024) | Территория | Плотность      |
| -- | ---------------- | -------------------------------------------- | ------------- | ---------------------- | ------------------------ | ---------- | -------------- |
| 1  | Эрбиль           | پارێزگای ھەولێر, лат.: Parêzgeha Hewlêr      | 10            | Эрбиль                 | ▲ 3,099,046 чел.         | 17 554 км² | 176,5 чел./км² |
| 2  | Сулеймания       | پارێزگای الێمانی, лат.: Parêzgeha Silêmaniyê | 15            | Сулеймания             | ▲ 2,309,391 чел.         | 20 143 км² | 114,6 чел./км² |
| 3  | Дахук            | پارێزگای دھۆک, лат.: Parêzgeha Dihokê        | 7             | Дахук                  | ▲ 1,815,763 чел.         | 10 955 км² | 165,7 чел./км² |
| 4  | Киркук           | پارێزگای کەرکووک, лат.: Parêzgeha Kerkûkê    | 4             | Киркук                 | ▲ 1,377,724 чел.         | 9 679 км²  | 142,3 чел./км² |
| 5  | Тель-Афар        | پارێزگای تێلێفێر, лат.: Parêzgeha Telefer    | 3             | Тель-Афар              | ▼ 779,595 чел.           | 5 786 км²  | 134,7 чел./км² |
| 6  | Дияла            | پارێزگەها دیالەیێ, лат.: Parêzgeha Diyaleyê  | 3             | Ханакин                | ▼ 236,238 чел.           | 10 931 км² | 21,6 чел./км²  |
| 7  | Синджар          | پارێزگای شەنگال, лат.: Parêzgeha Şengalê     | 1             | Синджар                | ▲ 391,718 чел.           | 3 576 км²  | 109,5 чел./км² |
| 9  | Халабаджа        | پارێزگای ھەڵەبجە, лат.: Parêzgeha Helebceyê  | 4             | Халабаджа              | ▲ 123,911 чел.           | 133,8 км²  | 926,1 чел./км² |
| 9  | Туз              | پارێزگای توز, лат.: Parêzgeha Tûz            | 1             | Туз-Хурмату            | ▼ 77,946 чел.            | 2 500 км²  | 31,1 чел./км²  |
| 10 | Бадра            | پارێزگای بێدرێ, лат.: Parêzgeha Bedre        | 1             | Бадра                  | ▼ 15,196 чел.            | 3 015 км   | 5,0 чел./км²   |
|    | Всего            |                                              | 47            | Киркук / Эрбиль        | ▲ 10,226,528 чел.        | 85 027 км² | 120,3 чел./км² |

Почти все из этих провинций делится на районы. Каждый район же разделён на суб-округа. Провинции имеют свои столицы, в то время как районы и подрайоны имеют районные центры. Имеются точки разногласий между иракским правительством и курдским регионом по поводу курдских территорий, особенно в соседних провинциях Киркук, Найнава и Дияла.

#### Спорные территории
Спорные территории на курдско-иракской границе были основной проблемой между арабами и курдами всегда. После вторжения коалиционных сил в 2003 году курды получили территорию к югу от Курдистана, чтобы восстановить свои исторические земли. Но по факту территории части Найнава, Киркук и Дияла все ещё официально не входят в состав Курдистана. При этом город Киркук в июне 2014 года был захвачен террористами Исламского государства, стремящимися создать отдельное арабское исламское (суннитское) государство на части территории Ирака и Сирии. Через несколько дней курдские военные формирования отвоевали город, таким образом Киркук фактически перешёл под контроль Иракского Курдистана. В середине октября 2017 года Киркук перешёл под контроль центральных властей Ирака.

## Культура
Курдская культура является наследством от различных древних народов, которые сформировали современный курдский этнос, но ближе всего курдская культура находится к персидской культуре. Так, они празднуют Навруз, древний праздник Нового года, который отмечается 21 марта. Это первый день месяца Xakelêwe в курдском календаре и первый день весны. Другие народы, такие как ассирийцы, армяне и мандеи, имеют собственные культуры.

### Праздники
Главный национальный праздник Южного, как и всего, Курдистана — древнейший, не только доисламский, зороастрийский иранский праздник Нового года — Навруз (21 марта). Вообще же официальный календарь насчитывает 60 праздников и памятных дат (включая траурные — как, например, день смерти Мустафы Барзани 1 марта); кроме мусульманских праздников официально отмечаются ассирийские (ассирийский Новый Год — 1 апреля и Рождество); езидские («езидские дни» 6—13 октября) и международные (1 января, 8 марта, 1 мая).

### Музыка
Традиционно существует три типа курдских классических исполнителей — рассказчики (çîrokbêj), менестрели (stranbêj) и барды (dengbêj). Многие песни носят эпический характер, такие как популярная песня lawik — это героическая баллада, рассказывающая сказки о курдских героях прошлого, таких как Саладин. Хейран — это любовные баллады, обычно посвящённые тоске, разлуке и несбывшейся любви. Lawje является одной из форм религиозной музыки и Payizok — песни, которые исполняются специально осенью. Песни о любви, танцевальная музыка, свадьбы и другие праздничные песни (dîlok / narînk), эротическая поэзия и рабочие песни также популярны.

## Вооружённые силы
Курдские вооружённые силы (ВС) именуются — Пешмерга, дословно, (курд. Pêşmerge, پێشمەرگە — «идущие на смерть», «глядящие в лицо смерти») («PES» преднего «MERG» смерть) или борцы за свободу. Пешмерга появились в Курдистане с появлением курдского движения за независимость с 1890-х годов. Сильный толчок в развитии получили в начале 1920-х, после развала Османской империи.
Во время Сентябрьского восстания в 1961—1975 годах отряды пешмерга, численность которых за время восстания выросла примерно до 15 000 человек, [1] стали походить на регулярные армейские подразделения — бойцы были одеты в единообразную защитную форму, получали жалование, были сведены в «дивизии» (фактически бригады), батальоны, роты, взводы и отделения. Для поступления на службу в пешмерга необходимо было пройти серьёзный отбор, не брали женщин и подростков до 18 лет. Основным оружием пешмерга в 1960-х годах были чешские довоенные винтовки «Брно-17» (модификация немецкой винтовки); постепенно их вытеснили советские АК и АКМ, в том числе и их низкокачественные, но дешёвые китайские модификации. Вскоре после начала Сентябрьского восстания (а именно в 1963 году) появились миномёты, в том числе тяжёлые. Появилась и артиллерия, так что у Мустафы Барзани существовали даже особые артиллерийские курсы.
Пешмерга воевали на стороне армии США и коалиции на северном фронте во время операции по освобождению Ирака. В течение последующих лет, Пешмерга играет жизненно важную роль в обеспечении безопасности в Курдистане и других частях Ирака. Пешмерга также были развернуты в Багдаде и Аль-Анбар для антитеррористических операций.
Курдистану разрешено иметь собственные ВС — это прописано в иракской конституции и центральной иракской армии запрещено входить на территорию Курдистана.
В настоящее время существует 12 объединённых пехотных батальонов, каждый из которых насчитывает около 3-5 тыс. бойцов. Имеется также несколько батальонов сил специального назначения, тяжёлой артиллерии, сформированы штабы и аппарат министерства, а также другие вспомогательные подразделения, общей численностью около 120 тыс. военнослужащих. Амбициозная программа министерства на ближайшие пять лет подразумевает увеличение количества пехотных батальонов с 12 до 20, то есть до 90 тыс. чел. непосредственно под ружьём и 30 тыс. резервистов. В связи с этим пешмарга будет насчитывать около 200—300 тыс. бойцов.

## Образование
До создания Регионального Правительства Курдистана, начальное и среднее образование преподавалось на арабском языке. Высшее образование всегда было на арабском языке. Это, однако, изменилось с созданием автономного Курдистана. Первая международная школа, Международная школа Choueifat открыла свой филиал в Иракском Курдистане в 2006 году. Другие международные школы постоянно открываются в регионе, Британская Международная школа в Курдистане открылась в Сулеймании в сентябре 2011 года.
Официальные университеты Иракского Курдистана перечислены ниже:
| Институт                                                 | Основано | Студенты        |
| -------------------------------------------------------- | -------- | --------------- |
| Университет Сулеймания (УОС)                             | 1968     | 25900 (2013 г.) |
| Университет Салахаддин (ГУ)                              | 1970     | 20000 (2013 г.) |
| Университет Дохук                                        | 1992     | 1689 (2007)     |
| Университет Заху                                         | 2010     | 982 (2011)      |
| Университет Коя (КУ)                                     | 2003     | -               |
| Университет Курдистана                                   | 2006     | 400 (2006)      |
| Американский университет в Ираке — Сулеймании            | 2007     | 50 (2007)       |
| Хавлерский медицинский университет (HMU)                 | 2006     | -               |
| Университет Бизнеса & Управления (БМУ)                   | 2007     | -               |
| SABIS университет                                        | 2009     | -               |
| Джихан университет                                       | -        | -               |
| Комар Университет науки и технологии — Сулеймании (КУСТ) | 2012     | -               |
| Хавлерский Частный университет по науке и технике        | -        | -               |
| Ишик университет (МЕ)                                    | 2008     | 1700 (2012)     |
| Соран университет                                        | 2009     | 2200 (2011)     |
| Навруз университет                                       | -        | -               |
| Университет развития человека                            | -        | -               |
| Сулеймании политехнический университет (СПУ)             | 1996     | 13000 (2013)    |